# Médaillon de Létard
Le médaillon de Létard est un objet d'art anglo-saxon découvert dans les années 1840 à Cantorbéry, dans le Kent. Il s'agit d'une pièce d'or à l'effigie de l'évêque franc Létard montée en bijou. Cet objet, vraisemblablement frappé pour commémorer la conversion au christianisme de son porteur, est la plus ancienne pièce de monnaie anglo-saxonne connue. Il est exposé au World Museum de Liverpool.

## Découverte
Le médaillon est présenté au public pour la première fois le 25 avril 1844 par l'archéologue amateur Charles Roach Smith, lors d'une réunion de la Royal Numismatic Society. Il fait partie d'une série de huit objets découverts dans le cimetière de l'église Saint-Martin de Cantorbéry (et non de l'abbaye Saint-Augustin, comme indiqué à tort dans le compte-rendu de 1845) et acquis en deux fois par W. H. Rolfe de Sandwich. Parmi ces objets se trouvent plusieurs pièces d'or qui avaient probablement été montées en collier, ce qui suggère qu'elles ont été découvertes dans la tombe d'une femme.
Les circonstances de leur découverte sont inconnues : Smith indique simplement qu'elle remonte à « quelques années » et qu'ils étaient tous ensemble. Il est possible que d'autres objets aient été découverts sans être conservés. S. C. Hawkes s'appuie sur des analyses aux rayons X et au spectroscope de fluorescence pour affirmer que les objets proviennent de tombes différentes. Néanmoins, l'historien Philip Grierson considère qu'il est peu probable que deux tombes d'époques différentes aient pu receler des pièces de la même période.
Comme le reste de la collection Rolfe, le trésor comprenant le médaillon est acquis par l'antiquaire Joseph Mayer (en) en 1854. Sa collection, léguée à la municipalité de Liverpool en 1867, est depuis exposée au World Museum.

## Description
Le médaillon mesure 22 × 16,5 × 2,5 mm et pèse 1,57 g. Il s'agit en réalité d'une pièce de monnaie en or, avec une monture permettant de la porter en bijou. L'avers de la pièce représente un homme en buste portant diadème et robe, avec une bordure circulaire faite de petits points. Cette face porte une inscription écrite de droite à gauche et inversée, qui se lit LEV·DΛR·~VS·EPS. La première et la dernière lettre du nom LEUDARDUS sont inclinées, peut-être pour marquer les limites de ce mot. Les trois lettres EPS sont l'abréviation usuelle du latin episcopus, « évêque ».
Au revers figure une croix patriarcale sur un socle, avec deux pendentifs suspendus à la barre la plus haute. Un cercle et deux demi-cercles coupent le tracé de la croix. Cette dernière est entourée d'inscriptions : au-dessus figurent les lettres ѦѦ, au-dessous les lettres VΛV, et de chaque côté les lettres NINΛ.
Pour Charles Roach Smith, l'inscription de l'avers faisait référence à Eupardus, un obscur évêque d'Autun du VIe siècle, mais les historiens actuels s'accordent à y voir le nom de Létard, un évêque franc de la fin du VIe siècle qui accompagne la princesse mérovingienne Berthe en Angleterre lorsque celle-ci se marie avec le roi païen de Kent Æthelberht.

## Origines et parallèles

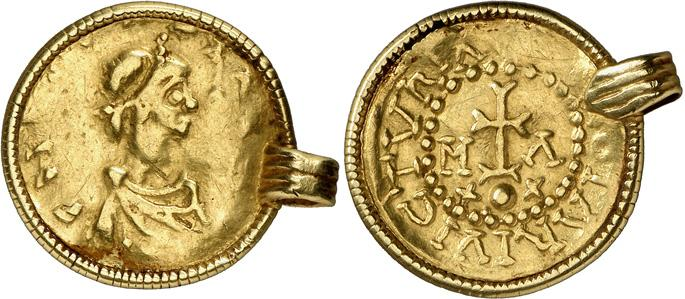
Ce solidus du roi mérovingien Clotaire II (584-629) est, comme le médaillon de Létard, monté en bijou.

La pièce d'or qui sert de base au médaillon a très vraisemblablement été frappée à Angleterre, sans doute à Cantorbéry. Qu'elle l'ait ou non été par un Franc de l'entourage de l'évêque Létard, elle n'a clairement jamais servi de moyen de paiement, mais plutôt à commémorer une conversion au christianisme. Il s'agit pourtant de la plus ancienne pièce de monnaie anglo-saxonne connue. L'anneau de suspension rappelle les bractéates germaniques, mais ces dernières ne sont d'ordinaire frappées que d'un seul côté, contrairement au médaillon.
Le dessin de l'avers rappelle celui de monnaies mérovingiennes du sud de la Gaule, avec des influences wisigothes. Néanmoins, on ne connaît pas de pièce franque ou wisigothe portant le nom d'un évêque. Son portrait s'inspire des monnaies impériales byzantines. Le revers est quant à lui complètement inédit, sans équivalent franc ou wisigoth. La croix patriarcale, représentation courante de la Vraie Croix à l'époque, pourrait également évoquer la crux gemmata, un grand crucifix orné de joyaux érigé au IVe ou Ve siècle à l'emplacement supposé du Golgotha dans l'église du Saint-Sépulcre à Jérusalem. Le médaillon marque la première apparition de la croix patriarcale dans l'art de l'Europe du Nord, ainsi que la première occurrence datée avec précision du motif de la croix traversée par un cercle. Ce motif se retrouve ultérieurement en lien avec l'hétimasie, ou « trône vide », de l'art byzantin.